# Prva Makedonska Liga 2003/04
Die Prva Makedonska Liga 2003/04 war die zwölfte Spielzeit der höchsten Fußballliga Nordmazedoniens. Die Spielzeit begann am 8. August 2003 und endete am 30. Mai 2004. Titelverteidiger war Vardar Skopje. FK Pobeda Prilep wurde zum ersten Mal mazedonischer Meister.

## Modus
Die zwölf Mannschaften traten in je drei Runden gegeneinander an, sodass 33 Spieltage zu absolvieren waren. Die Teams, die nach 22 Spielen die ersten sechs Plätze belegten hatten insgesamt 17 Heimspiele, die anderen 16. Die beiden Letzten stiegen ab.

## Vereine
| Verein                     | Stadt     | Stadion                  | Kapazität |
| -------------------------- | --------- | ------------------------ | --------- |
| Bashkimi Kumanovo          | Kumanovo  | Stadtstadion Kumanovo    | 02.000    |
| FK Belasica Strumica       | Strumica  | Mladost Stadion          | 06.500    |
| FK Bregalnica Delčevo      | Delčevo   | Stadtstadion Goce Delčev | 04.000    |
| FK Cementarnica 55 Skopje  | Skopje    | Stadion Cementarnica     | 02.000    |
| FK Napredok Kičevo         | Kičevo    | Stadtstadion Kičevo      | 05.000    |
| FK Pobeda Prilep           | Prilep    | Stadion Goce Delčev      | 15.000    |
| FK Sloga Jugomagnat Skopje | Skopje    | Čair Stadion             | 06.000    |
| Madžari Solidarnost Skopje | Skopje    | Boris-Trajkovski-Stadion | 03.000    |
| Rabotnički Kometal Skopje  | Skopje    | Philip-II-Arena          | 36.400    |
| Sileks Kratovo             | Kratovo   | Stadtstadion Kratovo     | 01.800    |
| FK Tikveš Kavadarci        | Kavadarci | Stadtstadion Kavadarci   | 07.500    |
| Vardar Skopje              | Skopje    | Philip-II-Arena          | 36.400    |

## Abschlusstabelle
| Pl. | Verein                         | Sp. | S  | U  | N  | Tore    | Diff. | Punkte |
| --- | ------------------------------ | --- | -- | -- | -- | ------- | ----- | ------ |
| 1.  | FK Pobeda Prilep               | 33  | 22 | 5  | 6  | 078:420 | +36   | 71     |
| 2.  | Sileks Kratovo                 | 33  | 20 | 6  | 7  | 040:350 | +5    | 66     |
| 3.  | Vardar Skopje (M)              | 33  | 17 | 9  | 7  | 066:390 | +27   | 60     |
| 4.  | Rabotnički Kometal Skopje      | 33  | 16 | 10 | 7  | 058:400 | +18   | 58     |
| 5.  | FK Sloga Jugomagnat Skopje     | 33  | 17 | 6  | 10 | 069:360 | +33   | 57     |
| 6.  | Madžari Solidarnost Skopje (N) | 33  | 14 | 8  | 11 | 044:300 | +14   | 50     |
| 7.  | FK Cementarnica 55 Skopje (P)  | 33  | 11 | 12 | 10 | 048:410 | +7    | 45     |
| 8.  | Bashkimi Kumanovo (N)          | 33  | 14 | 1  | 18 | 044:540 | −10   | 43     |
| 9.  | FK Napredok Kičevo             | 33  | 12 | 5  | 16 | 051:520 | −1    | 41     |
| 10. | FK Belasica Strumica           | 33  | 10 | 6  | 17 | 037:550 | −18   | 36     |
| 11. | FK Tikveš Kavadarci            | 33  | 5  | 4  | 24 | 025:620 | −37   | 19     |
| 12. | FK Bregalnica Delčevo 1        | 33  | 2  | 4  | 27 | 020:104 | −84   | 07     |

| (M) | amtierender mazedonischer Meister     |
| (P) | amtierender mazedonischer Pokalsieger |
| (N) | Neuaufsteiger                         |

## Kreuztabelle
| Runden 1–22 | Runden 1–22 | Runden 1–22 | Runden 1–22 | Runden 1–22 | Runden 1–22 | Runden 1–22 | Runden 1–22 | Runden 1–22 | Runden 1–22 | Runden 1–22 | Runden 1–22 | 2003/04                    | Runden 23–33 | Runden 23–33 | Runden 23–33 | Runden 23–33 | Runden 23–33 | Runden 23–33 | Runden 23–33 | Runden 23–33 | Runden 23–33 | Runden 23–33 | Runden 23–33 | Runden 23–33 |
| ----------- | ----------- | ----------- | ----------- | ----------- | ----------- | ----------- | ----------- | ----------- | ----------- | ----------- | ----------- | -------------------------- | ------------ | ------------ | ------------ | ------------ | ------------ | ------------ | ------------ | ------------ | ------------ | ------------ | ------------ | ------------ |
| POB         | SIL         | VAR         | RAB         | SLO         | MAD         | CEM         | BAS         | NAP         | BEL         | TIK         | BRE         | Verein                     | POB          | SIL          | VAR          | RAB          | SLO          | MAD          | CEM          | BAS          | NAP          | BEL          | TIK          | BRE          |
|             | 1:0         | 5:2         | 3:3         | 0:0         | 1:1         | 1:0         | 2:1         | 2:1         | 2:0         | 2:1         | 8:1         | FK Pobeda Prilep           |              | –            | –            | 4:1          | 2:0          | 2:1          | 4:3          | –            | –            | 3:0          | 3:2          | –            |
| 1:2         |             | 1:1         | 4:3         | 2:2         | 3:0         | 0:0         | 2:0         | 2:1         | 2:0         | 4:0         | 2:1         | FK Sileks Kratovo          | 0:0          |              | –            | 1:1          | –            | 2:0          | 3:1          | –            | –            | 4:0          | 3:1          | –            |
| 1:1         | 0:3         |             | 0:0         | 1:0         | 0:0         | 0:0         | 2:1         | 4:1         | 1:0         | 3:1         | 2:1         | Vardar Skopje              | 3:0          | 2:1          |              | –            | –            | 2:0          | 3:3          | –            | –            | 7:2          | 3:0          | –            |
| 2:1         | 2:0         | 1:1         |             | 4:0         | 0:0         | 1:1         | 2:1         | 3:4         | 3:0         | 1:0         | 0:0         | Rabotnički Kometal Skopje  | –            | –            | 2:2          |              | 1:0          | 2:3          | –            | 2:0          | 1:0          | –            | –            | 3:1          |
| 2:1         | 4:1         | 1:1         | 2:0         |             | 1:2         | 2:0         | 2:1         | 1:0         | 3:0         | 3:1         | 12:10       | Sloga Jugomagnat Skopje    | –            | 2:3          | 2:0          | –            |              | 1:3          | –            | 1:2          | 3:0          | –            | –            | 6:0          |
| 1:0         | 1:2         | 0:1         | 0:0         | 1:1         |             | 1:2         | 3:1         | 2:1         | 1:0         | 3:0         | 1:0         | Madžari Solidarnost Skopje | –            | –            | –            | –            | –            |              | –            | 1:0          | 0:1          | 3:0          | 4:1          | 6:0          |
| 2:0         | 0:1         | 2:1         | 2:2         | 1:0         | 2:0         |             | 4:0         | 0:0         | 2:1         | 1:1         | 5:1         | FK Cementarnica 55 Skopje  | –            | –            | –            | 3:3          | 1:1          | 0:0          |              | 1:2          | 0:0          | –            | –            | 4:1          |
| 3:5         | 2:1         | 0:3         | 1:0         | 2:1         | 1:0         | 1:0         |             | 1:0         | 1:0         | 4:1         | 3:3         | Bashkimi Kumanovo          | 1:2          | 0:2          | 3:2          | –            | –            | –            | –            |              | –            | 2:0          | –            | 3:0          |
| 1:6         | 0:1         | 1:1         | 0:1         | 1:3         | 1:1         | 2:0         | 3:2         |             | 2:2         | 4:1         | 4:1         | FK Napredok Kičevo         | 3:4          | 1:2          | 2:3          | –            | –            | –            | –            | 1:0          |              | –            | –            | 7:1          |
| 3:1         | 4:0         | 2:1         | 3:5         | 1:1         | 2:0         | 4:4         | 2:0         | 1:0         |             | 0:0         | 0:0         | FK Belasica Strumica       | –            | –            | –            | 0:2          | 1:3          | –            | 4:1          | –            | 0:1          |              | 2:0          | –            |
| 1:2         | 0:0         | 1:0         | 0:1         | 0:3         | 0:0         | 1:0         | 3:0         | 0:1         | 0:1         |             | 5:0         | FK Tikveš Kavadarci        | –            | –            | –            | 0:3          | 1:2          | –            | 0:2          | 0:2          | 3:2          | –            |              | –            |
| 0:3         | 0:5         | 1:3         | 0:3         | 1:4         | 0:5         | 0:1         | 1:3         | 0:3 *       | 0:0         | 2:0         |             | FK Bregalnica Delčevo      | 1:5          | 0:9          | 1:7          | –            | –            | –            | –            | –            | –            | 0:2          | 1:0          |              |

## Torschützenliste
| Pl. | Name               | Mannschaft                | Tore |
| --- | ------------------ | ------------------------- | ---- |
| 01. | Dragan Mimitrovski | FK Pobeda Prilep          | 25   |
| 02. | Ivica Gligorovski  | Sileks Kratovo            | 18   |
| 02. | Stevica Ristić     | Sileks Kratovo            | 18   |
| 04. | Wandeir            | Vardar Skopje             | 17   |
| 05. | Ljubiša Savić      | Sloga Jugomagnat Skopje   | 15   |
| 06. | Nikolce Zdraveski  | FK Pobeda Prilep          | 14   |
| 07. | Bazhe Ilijoski     | Rabotnički Kometal Skopje | 13   |
| 08. | Sasho Krstev       | FK Pobeda Prilep          | 11   |
| 08. | Aleksandar Toleski | FK Cementarnica 55 Skopje | 11   |